# گاستون رامیرس
گاستون ازکویل رامیرس پریرا (اسپانیایی: Gastón Exequiel Ramírez Pereyra‎؛ زاده ۲ دسامبر ۱۹۹۰) بازیکن فوتبال اهل اروگوئه است.
وی همچنین در تیم ملی فوتبال اروگوئه بازی کرده‌است.